# ビー (トランプ)
ビー (Bee) は、アメリカ合衆国のメーカーであるU.Sプレイング・カード社によって製造されているトランプの1つ。その名のとおり蜂がモチーフとなっている。

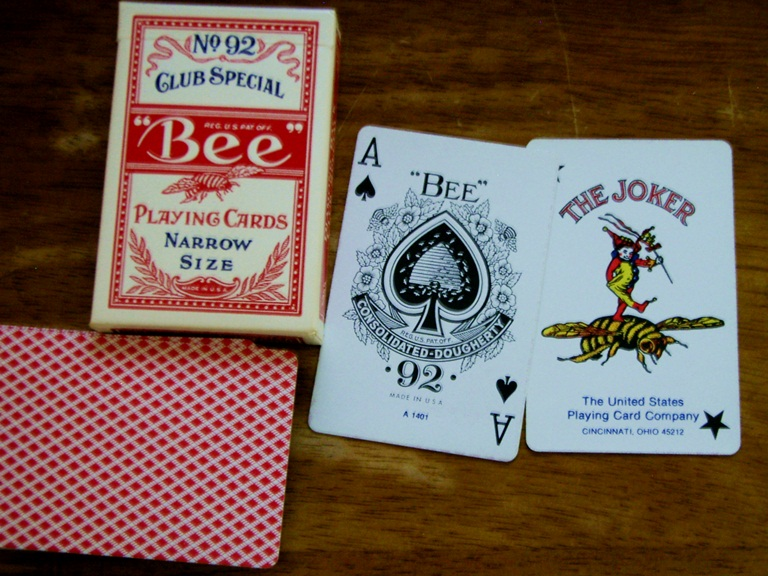
ダイアモンドバック、ブリッジサイズのビー

## 特色・種類
素材は紙製で、カジノなどで使われることも多い。標準的なトランプのサイズであるポーカーサイズとブリッジサイズの両方について製品がある。色は赤と青の2種類が標準的。
カードが比較的固いことから、カードマニピュレーション（ステージマジックを参照）の練習用に用いられることがある。
またいくつかの種類のビーにはカレンダーが付属させられているものもある。

## カードのデザイン
ジョーカーには蜂に乗った小悪魔のようなものが描かれている。スペードのAにも蜂の巣が描かれている。また、カードの裏模様には白い外枠が無く（同じU.Sプレイング・カード社のバイスクルやタリホーには存在する）、ダイヤモンド・バックと呼ばれる単調な幾何学模様となっている。またバンブルビーというモデルでは裏の模様に蜂の絵が2つ描かれている。
またバイスクルやタリホーと異なり、ケースには透明なセロハンの窓が開いている。（セロハンの窓はないものもある）